# Deseo extrínseco
Deseo extrínseco,  deseo mostrado hacia algo que es capaz de conducir a alguna otra cosa también deseada. Los deseos extrínsecos se distinguen de los  intrínsecos, esto es, de aquellos dirigidos a ítems por sí mismos, o en tanto que fines. De este modo, un sujeto podría desear una seguridad económica de modo extrínseco como un medio de obtener su felicidad y desear esta felicidad de forma intríseca o como un fin en sí mismo. Algunos deseos son mixtos: sus objetos son deseados tanto por su capacidad de conducir a alguna otra cosa como por sí mismos. Juan, por ejemplo, puede desear correr por las mañanas, tanto por ser un placer para él como por representar un beneficio para su salud. Un deseo es  estrictamente intrínseco si y solo si su objeto es deseado solo por sí mismo. Es  estrictamente extrínseco  si y solo si su objeto no es deseado, ni siquiera de manera parcial, como un objeto en sí mismo. Los deseos de «buenas noticias» –por ejemplo, el deseo de oír que el hijo de uno ha sobrevivido a un accidente de tráfico– son considerados en ocasiones como deseos extrínsecos, incluso si la información es deseada solo por lo que indica y no por cualquier valor instrumental que pudiera tener.
Cada uno de estos tipos de deseos son de ayuda para entender la acción. Debido en parte al deseo de entretener a un amigo, Marta podría adquirir una serie de deseos extrínsecos dirigidos tan solo a obtener ese fin. En un tono no tan jovial, el deseo intrínseco de verse libre de un dolor de muelas podría motivar en Juan el deseo extrínseco de concertar una cita con el dentista. Si todo va bien para Juan y Marta, sus deseos se verán satisfechos, y eso será debido en parte a los efectos de sus deseos sobre su conducta.